# Hanau
Hanau város Németországban, Hessen tartományban. A szomszédos települések északon Schöneck és Bruchköbel, északkeleten Erlensee és Rodenbach, délkeleten Kahl am Main, délen Großkrotzenburg, Hainburg és Obertshausen, nyugaton Mühlheim am Main és Maintal.

## Városrészek
- Innenstadt
- Nordwest
- Südost
- Lamboy
- Steinheim
- Klein-Auheim
- Großauheim
- Wolfgang
- Mittelbuchen
- Kesselstadt[2]

## Története
Lásd még: hanaui csata
Várkastélyát első ízben 1143-ban említették, a település ezt követően alakult ki a vár körül. 1303. február 2-án I. Albert német király vásártartási jogot és városi rangot adományozott Hanaunak. Ebben az időben kezdték el a városfalak építését.
A 15. században a lakosok száma megnövekedett és a város lényegesen kibővült. A nyugati városfalakon kívül előváros alakult ki, amit 1470-ben szintén fallal védtek. 1528-ban a két középkori falrendszer körül újabb városfalat építettek a kor technikai színvonalának megfelelően.
A város a legdinamikusabban II. Fülöp Lajos hanau-münzenbergi gróf idején növekedett, aki 1597. június 1-jén szerződést kötött a Franciaországból és Spanyol-Németalföldről menekült kálvinistákkal, akik tőkét és szaktudást hoztak városba. Ekkor alakult ki az új városrész (Neustadt), amely 1821-ig a hanau óvárostól független közigazgatással rendelkezett. Szintén II. Fülöp Lajos volt az, aki zsidó közösséget telepített a városba.
A 19. században Hanau a németországi demokratikus mozgalmak egyik központja volt, ahonnan 1830-ban és 1848-ban számos forradalmi megmozdulás indult. 1850 novemberében a várost bajor és osztrák csapatok foglalták el, amelyek az ellenforradalmat szolgálták, és csak 1851 nyarán vonultak ki.
1933-ban a nemzetiszocialista hatalomátvétellel megszűnt a város demokratikus közigazgatása. A második világháború előtt és alatt számos zsidó származású polgárt deportáltak és öltek meg; Hanau 1604 óta létező zsidó közössége teljesen megsemmisült.
1944. január 6-án és március 19-én a várost brit bombatámadás érte, és ez utóbbi során majdnem teljesen lerombolták. Csak hét ház kerülte el a pusztítást; a lakosság száma 10000 fő alá csökkent. A háborút követő újjáépítés során a középkori városkép eltűnt. A várkastély, hadtörténeti múzeum és a színház romjait eltakarították, hogy az új épületeknek helyet teremtsenek. Ugyanerre a sorsra jutott a városfal akkor még megmaradt része, a lakóépületek többsége, köztük több műemlék is.
Hanau az amerikai hadsereg egyik legnagyobb európai támaszpontja lett. A hidegháború alatt mintegy 30000 katona és civil tartózkodott itt. 2008. augusztus 8-án a támaszpontot végleg bezárták.

## Népesség
(December 31-i állapot szerint)
| Év   | Állandó lakosok |
| ---- | --------------- |
| 1998 | 87 716          |
| 1999 | 87 809          |
| 2000 | 88 294          |
| 2001 | 88 801          |
| 2002 | 89 185          |
| 2003 | 88 897          |
| 2004 | 88 487          |
| 2005 | 88 546          |
| 2006 | 88 402          |
| 2008 | 87 760          |
| 2009 | 88 023          |
| 2010 | 88 335          |

## Közlekedés

### Közúti közlekedés
A várost érinti az A3-as, A45-ös és az A66-os autópálya.

## Szenczi Molnár Albert és Hanau
- Az első teljes, magyar nyelvre lefordított (és kinyomtatott) Biblia, vagyis a vizsolyi biblia javított kiadását Szenczi Molnár Albert készítette el és Hanauban adta ki 1608-ban – innen is a kiadás neve: hanaui biblia. (A tudós fordító ez idő tájt a kb. 100 km-re északra fekvő Marburgban volt Móric hessen–kasseli tartománygróf pártfogoltja.)
- (Évekkel később) Szenczi Molnár Albert a harmincéves háború következtében elvesztette oppenheimi otthonát, így először a heidelbergi fejedelmi udvarban húzódott meg, de a várost a fehérhegyi csata után Johann t’Serclaes Tilly katonái dúlták fel; kifosztották és megkínozták Szenczi Molnár Albertet is, aki ekkor Hanauba vándorolt. Itt adta ki Bethlen Gábor megbízásából Kálvin Institutio Christianae religionis című művének magyar fordítását (1624).

## Híres hanauiak
- Salamon Hanau (1687. – 1746.) német zsidó nyelvtudós
- Friedrich Wilhelm Mertz (Hanau, 1777. – 1859.) osztrák császári-királyi altábornagy, a komáromi erőd parancsnoka 1845 és 1848 között
- Johann Christian Claudius Devaranne (Hanau, 1784. március 8. – Düsseldorf, 1813. július 20.) a népek csatája egyik alakja a Napóleon elleni koalíciós haderőből
- Grimm fivérek
  - Jacob Grimm (Hanau, 1785. január 4. – Berlin, 1863. szeptember 20.) német nyelvész, irodalomtudós, jogász, a német filológia és ókortudomány megalapozója
  - Wilhelm Grimm (Hanau, 1786. február 24. – Berlin, 1859. december 16.) német író, nyelvtudós és régiségbúvár
- Ludwig Emil Grimm (Hanau, 1790. május 14. – Kassel, 1863. április 4.) német festő és rézmetsző, a Grimm fivérek öccse
- Ludwig Hassenpflug (Hanau, 1794. február 26. – Marburg, 1862. október 10.) kurhesseni miniszter
- Moritz Daniel Oppenheim (Hanau, 1800. január 7. – Frankfurt am Main, 1882. február 26.) német–zsidó festő (a modern kor első zsidó festője)
- Hermann Kopp (Hanau, 1817. október 30. – Heidelberg, 1892. február 20.) német kémikus
- Louis Paul Amédée Appia (Hanau, 1818. október 13. – Genf, 1898. május 1.) svájci sebész
- Karl Storck (Hanau, 1826. május 21.. – Bukarest, 1887. május 18.) német születésű román szobrász
- Karl Heyer (Hanau, 1888. november 30. – Freiburg, 1964. július 24.) hugenotta író, antropozófus
- Paul Hindemith (Hanau, 1895. november 16. – Frankfurt am Main, 1963. december 28.) német zeneszerző, zenetudós és -pedagógus, hegedűs, brácsás, karmester, a 20. századi zene egyik központi alakja
- Wilhelm Wagenfeld (Bréma, 1900. április 15. — Stuttgart, 1990. május 28.) német ipari formatervező, dizájner, a bauhaus fontos alakja, Moholy-Nagy László tanítványa
- Rudi Völler (Hanau, 1960. április 13. –) volt német labdarúgó, jelenleg a Bayer 04 Leverkusen sportigazgatója
- Molnár Zsófi (Arad, 1967. augusztus 1. –) Hanauban élő magyar meseíró, ifjúsági elbeszélő, műfordító. Molnár Szabolcs és Molnár Erzsébet leánya
- Nico Kurz (Hanau, 1997. január 31. –) német dartsjátékos

## Testvérvárosai
- Dartford, Egyesült Királyság
- Tottori, Japán
- Jaroszlavl, Oroszország
- Conflans-Sainte-Honorine, Franciaország
- Francheville, Franciaország
- Nilüfer, Törökország
- Doorn, Hollandia (megszakadt 2009 januárjában)

## Fordítás
- Ez a szócikk részben vagy egészben  a   Hanau című német Wikipédia-szócikk ezen változatának fordításán alapul.  Az eredeti cikk szerkesztőit annak laptörténete sorolja fel. Ez a jelzés csupán a megfogalmazás eredetét és a szerzői jogokat jelzi, nem szolgál a cikkben szereplő információk forrásmegjelöléseként.